# Узница (приток Вали)
Узница — река в России, протекает в Тихвинском районе Ленинградской области. Левый приток реки Валя, бассейн Сяси.

## География
Узница начинается на юго-восточном краю Вальского болота. Течёт на юго-запад, затем на северо-запад, обтекая болото по часовой стрелке. В нижнем течении по левому берегу остаётся Пайгушово болото. Впадает в Валю в 11 км от устья последней. Длина реки составляет 12 км.

## Данные водного реестра
По данным государственного водного реестра России относится к Балтийскому бассейновому округу, водохозяйственный участок реки — Сясь, речной подбассейн реки — Нева и реки бассейна Ладожского озера (без подбассейна Свирь и Волхов, российская часть бассейнов). Относится к речному бассейну реки Нева (включая бассейны рек Онежского и Ладожского озера).
Код объекта в государственном водном реестре — 01040300112102000018389.